# Port lotniczy Langkawi
Port lotniczy Langkawi (IATA: LGK, ICAO: WMKL) – port lotniczy położony na Langkawi, w stanie Kedah, w Malezji.